# Popis prezimena plemena Minahasa
Pripadnici plemena Minahasa u indonezijskoj pokrajini Sulawesi Utara, se znaju po njihovim obiteljskim imenima, lokalno zvanim "fam". To je kratica od “family name”, a stavlja se iza imena. Prezime se uzima od roditelja s očeve strane.
Ispod je lista minahaških prezimena po abecednom redu:
| Indeks: 0-9 A B C Č Ć D Dž Đ E F G H I J K L Lj M N Nj O P Q R S Š T U V W X Y Z Ž |

## A
Abutan - Adam - Agou - Akai - Aling - Alow - Alui - Amoi - Andu - Anes - Angkouw - Anis - Antou - Arina - Assah - Awondatu - Awui - Assa

## B
Bangkang - Batas - Bella - Bokong - Bolang - Bolung - Bokau - Bororing - Boyoh - Buyung -

## D
Damongilala - Damopoli - Damopoli'i - Danes - Dapu - Datu - Datumbanua - Dayoh - Dededaka - Deeng - Dendeng - Dengah - Dewat - Dien - Dimpudus - Dipan - Dirk - Dodu Dompis - Dondo - Dondokambey - Donsu - Doodoh - Doringin - Dotulong - Dumais - Dumanauw - Dumbi - Dungus - Durand - Dusaw -

## E
Egam - Egetan - Ekel - Elean - Eman - Emon - Emor - Endei - Engka - Enoch - Ering -

## G
Ganda - Gerung - Gerungan - Gigir - Gimon - Girot - Goni - Goniwala - Gonta - Gosal - Gumalag - Gumansing - Gumion -

## H
Hombokau

## I
Ilat - Imbar - Inarai - Ingkiriwang - Inolatan - Intama - Item - Iroth -

## K
Kaat - Kaawoan - Kaendo - Kaeng - Kaes - Kainde - Kairupan - Kalalo - Kalangi - Kalempou - Kalempouw - Kalengkongan - Kalesaran - Kalici - Kaligis - Kalitow - Kaloh - Kalonta - Kalumata - Kamagi - Kambey - Kambong - Kamu - Kandio - Kandou - Kandow - Kapahang - Kapantouw - Kaparang - Kapele - Kapero - Kapoh - Kapoyos - Karamoy - Karau - Karinda - Karisoh - Karundeng - Karuyan - Karwur - Kasenda - Katopo - Katuuk - Kaumpungan - Kaunang - Kawatu - Kawengian - Kawilarang - Kawohan - Kawulusan - Kawung - Kawuwung - Keincem - Kekung - Keles - Kelung - Kembal - Kembau - Kembuan - Kemur - Kenap - Kepel - Keraf - Kereh - Kesek - Kewas - Khodong - Kilapong - Kimbal - Kindangen - Kirangen - Kiroiyan - Kodongan - Kojongian - Koleangan - Kolibu - Kolinug - Kolondam - Koly - Komalig - Komansilan - Kombaitan - Kondoi - Kontul - Kopalit - Koraah - Korah - Korengkeng - Korinus - Korompis - Koropitan - Korouw - Korua - Kotambunan - Kountud - Kourow - Kowaas - Kowonbon - Kowu - Kowulur - Koyansouw - Kuhu - Kulit - Kullit - Kumaat - Kumaunang - Kumayas - Kumendong - Kumolontang - Kumontoy - Kupon - Kusen - Kusoi -

## L
Lala - Lalamentik - Lalowang - Laloh  - Lalu - Laluyan - Lambogia - Lampah - Lampus - Lanes - Langelo - Langelo - Langi - Langitan - Langkai - Languyu - Lantang - Lantu - Laoh - Lapian - Lasut - Lefrandt Legi - Legoh - Lembong - Lempash - Lempou - Lempoy - Lengkey - Lengkoan - Lengkong - Lensun - Leong - Lepar - Lesar - Lewu - Liando - Limbat - Limbong - Limpele - Lincewas - Lintang - Lintong - Liogu - Litow - Liu - Liwe - Loing - Lolo - Loloang - Lolombulan - Lolong - Lolowang - Lomboan - Lompoliu - Lonan - Londa - Londok - Longdong - Lonta - Lontaan - Lontah - Lontoh - Losung - Lotulung - Lowai - Lowing - Ludong - Lumanau - Lumangkun - Lumantow - Lumatau - Lumempouw - Lumenta - Lumentut - Lumi - Lumingas - Lumingkewas - Lumintang - Luminuut - Lumoindong - Lumondong - Lumowa - Lumunon - Luntungan - Lutulung -

## M
Maengkom - Maengkong - Makaampoh - Mailangkay - Mailoor - Maindoka - Mainsouw - Mait - Makadada - Makal - Makaley - Makaliwe - Makangares - Makaoron - Makarawis - Makarawung - Makatuuk - Makawalang - Makawulur - Makiolol - Makisanti - Maleke - Malingkas - Malonda - Mamahit - Mamangkey - Mamantouw - Mamanua - Mamarimbing - Mamba - Mambo - Mambu - Mamengko - Mamentu - Mamesah - Mamoto - Mamuaya - Mamuntu - Mamusung - Manampiring - Manangkod - Manapa - Manarisip - Manaroinsong - Manayang - Mandagi - Mandang - Mandey - Manebu - Manese - Mangare - Mangempis - Mangindaan - Mangkey - Mangowal - Mangundap - Manimporok - Maningkas - Manopo - Manorek - Mantik - Mantiri - Mantoauw - Manua - Manueke - Manurip - Manus - Mapaliey - Maramis - Marentek - Maringka - Masael - Masinambau - Masing - Masiruw - Masoko - Massie - Matindas - Maukar - Mawei - Maweru - Mawikere - Mawicere - Mawuntu - Mekel - Mema - Mende - Mendur - Mengko - Mentang - Mentu - Mesak - Mewengkang - Mewoh - Mince - Mincelungan - Minder - Mingkid - Mioyo - Mogigir - Mogot - Mokalu - Momongan - Momor - Momuat - Mondigir - Mondong - Mondoringin - Mondou - Mongi - Mongilala - Mongisidi - Mongkaren - Mongkau - Mongkol - Mongula - Moniaga - Moninca - Moningka - Moniung - Moniyong Mononimbar - Mononutu - Montolalu - Montong - Montung - Morong - Motto - Muaja - Muaya - Mudeng - Mukuan - Mumek - Mumu - Munaiseche - Mundung - Muntu - Muntuan - Musak - Mussu

## N
Nangon - Nangoy - Naray - Nayoan - Nelwan - Nender - Ngantung - Ngayouw - Ngion -

## O
Ogi - Ogot - Ogotan - Oleng - Oley - Ombeng - Ombu - Ompi - Ondang - Onibala - Onsu - Opit - Orah - Oroh - Otay -

## P
Paat - Pai - Paila - Pajow - Pakasi - Palangiten - Palar - Palenewen - Palenteng - Palilingan - Palit - Pamaruntuan - Panambunan - Panda - Pandean - Pandeiroth - Pandelaki - Pandey - Pandi - Pandong - Pangalila - Pangkahila - Pangau - Pangemanan - Pangila - Pangkerego - Pangkey - Pantonuwu - Pantouw - Parapak - Parengkuan - Paruntu - Paseki - Pasla - Pateh - Pauner - Paulus - Peleh - Pelenkahu - Pelengkahu - Pendang - Pepah - Pesik - Pesot - Piay - Pinangkaan - Pinantik - Pinaria - Pinontoan - Pioh - Piri - Pitong - Pitoy - Podung - Pola - Poli - Polii - Polimpong - Politon - Poluakan - Pomantouw - Pomantow - Pomohon - Ponamon - Pondaag - Pongayouw - Ponggawa - Pongilatan - Pongoh - Ponosingon - Pontoan - Pontoan - Ponto - Pontoh - Pontororing - Porajow - Poraweouw - Porayouw - Porayow - Porong - Posumah - Potu - Poyouw - Pua - Pungus - Punuh - Purukan - Pusung - Putong -

## R
Raintung - Rakian - Rambi - Rambing - Rambitan - Rampangilei - Rampen - Rampengan - Ransun - Ranti - Rantung - Raranta - Rares - Rarun - Rasu - Ratag - Rattu - Ratulangi - Ratumbuisang - Raturandang - Ratuwalangaouw - Ratuwalangon - Ratuwandang - Rau - Rauta - Rawung - Regar - Rei - Rembang - Rembet - Rempas - Rende - Rengku - Rengkuan - Rengkung - Repi - Retor - Rimper - Rindengan - Rindo-rindo - Robot - Rogahang - Rogi - Rolangon - Rolos - Rombang – Rombot - Rompas - Rompis - Rondo - Rondonuwu - Rooro - Rori - Rorie - Rorimpandey - Roring - Rorintulus - Rorong - Rory - Rosok - Rotikan - Rotinsulu - Rotty - Ruaw - Ruidengan - Rumagit - Rumambi - Rumampen - Rumampuk - Rumangkang - Rumangun - Rumayar - Rumbay - Rumbayan - Rumende - Rumengan - Rumenser - Rumimpunu - Rumincap - Rumokoy - Rumpesak - Runtukahu - Runturambi - Ruru (prije: Roeroe)

## S
Sabar - Saerang - Sahea - Sahelangi - Sahensolar - Sakul - Salangka - Salem - Salendu - Sambouw - Sambuaga - Sambul - Sambur - Samola - Sampouw - Sangari - Sangeroki - Sangkaeng - Sangkoy -  
Sangkal - Sarapung - Saraun - Sarayar - Sariowan - Sarundayang - Saul - Seke - Seko - Sembel - Sembung - Semeke - Senduk - Sendow - Senewe - Sengke - Sengkey - Senouw - Sepang - Sethaan - Sigar - Sigarlaki - Simbar - Simbawa - Sinaulan - Singal - Singkoh - Sinolungan - Sirang - Siwu - Siwy - Solang - Somba - Sompi - Sompotan - Sondakh - Soputan - Sorongan - Suak - Sualang - Suatan - Sumaiku - Sumakud - Sumakul - Sumampow - Sumangkud - Sumanti - Sumarab - Sumarandak - Sumarauw - Sumele - Sumendap - Sumesei - Sumilat - Sumlang - Sumolang - Sumual - Sumuan - Sundah - Sungkudon - Suot - Supit - Surentu - Suwu

## T
Taas - Tairas - Talumepa - Talumewo - Tambahani - Tambalean - Tambani - Tambarici - Tambariki - Tambayong - Tambengi - Tambingon - Tamboto - Tambuntuan - Tambuwun - Tamon - Tampa - Tampanatu - Tampanguma - Tampemawa - Tampenawas - Tampi - Tampinongkol - Tandayu - Tangka - Tangkere - Tangkow - Tangkudung - Tangkulung - Tangon - Tanod - Tanor - Tanos - Tarandung - Taroreh - Tarumingkeng - Taulu - Tawas - Tenda - Tengges - Tenggor - Tengker - Terok - Tetengean - Thuda - Tidayoh - Tiendas - Tikoalu (past: Ticoalu)- Tikonuwu - Tilaar - Timbuleng - Timpal - Tinangon - Tindengen - Tintingon - Tirayoh - Tiwa - Tiwon - Tiwow - Toalu - Todar - Togas - Tololiu - Tombeng - Tombokan - Tompodung - Tompunu - Tongkeles - Tooi - Torar - Torek - Towo - Tuda - Tuegeh - Tuera - Tuilan - Tulandi - Tular - Tulenan - Tulung - Tulus - Tulusan - Tumanduk - Tumangkeng - Tumatar - Tumbei - Tumbel - Tumbelaka - Tumbol - Tumbuan - Tumembouw - Tumengkol - Tumewu - Tumilaar - Tumilesar - Tumimomor - Tumiwa - Tumiwang - Tumober - Tumondo – Tumonggor - Tumundo - Tumurang - Tumuyu - Tunas - Tundalangi - Tungka - Turang - Turangan - Tuuk - Tuwaidan - Tuwo - Tuyu - Tuyuwale -

## U
Uguy -  Ukus - Ulaan - Umbas - Umboh - Umpel - Undap - Unsulangi - Untu -

## W
Waani - Wagei - Wagey - Wagiu - Waha - Wahon - Wakari - Wala - Walalangi - Walanda - Walandouw - Walangitan - Walean - Walebangko - Walewangko - Walelang - Waleleng - Walian - Walintukan - Walukow - Waluyan - Wanei - Wangania - Wangkar - Wangke - Wangko - Wantah - Wantania - Wantasen - Wariki - Watah - Watti - Watugigir - Watulangkouw - Watuna - Watung - Watupongoh - Waturandang - Watuseke - Wauran - Wawoh - Wawointama - Wawolangi - Wawolumaya - Waworuntu - Weku - Welong - Wenas - Wenur - Weol - Wetik - Wilar - Winerungan - Winokan - Woimbon - Wokas - Wola - Wondal - Wongkar - Wonok - Wonte - Wooy - Worang - Worotikan - Wotulo - Wowilang - Wowiling - Wowor - Wuaten - Wuisan - Wuisang - Wulur - Wungkana - Wungow - Wuntu - Wurangian - Wuwung - Wuwungan